# Eupolia
Eupolia (en griego antiguo: Εὐπωλία), fue una aristócrata y reina de Esparta. Probablemente originaria de las filas de la aristocracia espartana, se casó con Arquídamo II. Eupolia es también la madre de Agesilao II, un importante rey de Esparta, de Cinísca, la primera mujer que ganó los antiguos Juegos Olímpicos, y de su hermano menor Teleutias.
Después de la muerte de Arquídamo II, se volvió a casar con un tal Teodoro. Varios elementos sugieren que este matrimonio era deseado, ya que Teodoro era menos rico que ella; Agesilao II intervino para financiar a la pareja.

## Biografía
El personaje, como otras figuras femeninas de la antigua Grecia, es de difícil acceso a través de fuentes que la vinculan exclusivamente con hombres. Probablemente originaria de una importante familia aristocrática de la ciudad, era hija de Melesippidas  y segunda esposa de Arquidamo II, con quien tuvo un hijo, Agesilao II, y una probable hija, Cinisca.
Se decía que era de baja estatura, ya que Arquídamo supuestamente enfrentó críticas de los éforos cuando decidió casarse con ella, con el argumento de que casarse con una mujer pequeña produciría "reyezuelos". El matrimonio está fechado entre 445 y 443 a. C.
Tras la muerte de su marido, se volvió a casar con un tal Teodoro y tuvo un hijo llamado Teleutias. Varios elementos sugieren que este Teodoro era menos rico y que casarse con él supuso una degradación de su estatus socioeconómico. Ante las dificultades de la nueva pareja, Agesilao II decidió darle tierras y fondos tan pronto como obtuviera el trono.
Fue mencionada en varios textos de la literatura griega, comenzando con las obras de Aristófanes.